# In Concert MTV Plugged
In Concert MTV Plugged è un film concerto del cantautore statunitense Bruce Springsteen. È stato reso disponibile su videocassetta nel 1992 e poi in un album della Columbia Records nel 1993.
Realizzato per la serie televisiva MTV Unplugged, il concerto fu registrato a Los Angeles il 22 settembre del 1992 nel mezzo della tournée mondiale seguita alla pubblicazione degli album Human Touch e Lucky Town.

## Storia
Nel giugno del 1992 Springsteen aveva iniziato un tour mondiale con un nuovo gruppo di musicisti diverso da quelli della E Street Band che l'avevano accompagnato per tutta la sua carriera. I due album usciti a marzo, Human Touch e Lucky Town, dopo un promettente avvio che li aveva fatti esordire alla seconda e alla terza posizione della Billboard 200, stavano velocemente perdendo posizioni con vendite inferiori alle attese. Anche la tournée, dopo un promettente avvio nelle principali città europee e il trionfale esordio in Nord America con undici date consecutive alla Brendan Byrne Arena nel New Jersey, non aveva raggiunto, nelle prevendite, il successo dei tour degli anni ottanta. Nel frattempo Unplugged, il disco di Eric Clapton registrato durante una esibizione per l'omonimo programma della rete musicale MTV, stava ottenendo un clamoroso successo che l'avrebbe portato poi a vincere un premio Grammy come album dell'anno. Così, su consiglio del suo management, Springsteen decise di partecipare al programma di MTV nel quale era previsto che gli ospiti si esibissero in versione acustica, senza strumenti amplificati elettricamente ("unplugged", cioè "scollegato", "con la spina staccata", con riferimento ai cavi che di norma collegano gli strumenti elettrificati all'amplificatore). La registrazione si tenne il 22 settembre 1992 negli studi della Warner Bros. nei pressi di Hollywood approfittando del fatto che il tour avrebbe fatto tappa a Los Angeles nei giorni seguenti.
Springsteen aveva preso l'abitudine di aprire i concerti con un paio di pezzi eseguiti da solo con la chitarra acustica per poi introdurre la band. Aveva quindi già un certo numero di brani pronti in versione unplugged. Inoltre aveva già sperimentato l'esecuzione di alcune sue canzoni in versione acustica nel corso dei due concerti tenuti a favore del Christic Institute nel novembre del 1990. Nonostante ciò, dopo aver eseguito l'inedita Red Headed Woman accompagnandosi con la chitarra acustica, scelse di eseguire tutti gli altri pezzi con il gruppo, esibendosi di fatto in una versione condensata di quello che era lo spettacolo che presentava abitualmente nei concerti durante il tour. Dopo la prima canzone Springsteen annunciò:
Si trattò quindi, a discapito delle intenzioni iniziali e del format del programma televisivo, di una esibizione che venne definita "plugged", ovvero "collegata", "con la spina inserita".

## Il video
Dal concerto fu tratto un album video pubblicato nel dicembre 1992 in formato VHS e in formato laserdisc per i mercati orientali. Oltre alle 16 canzoni incluse nel programma televisivo furono aggiunti due bonus track. La maggior parte delle canzoni eseguite per il programma televisivo erano tratte dai due album gemelli pubblicati all'inizio dell'anno, ma Springsteen eseguì anche diversi pezzi del suo repertorio storico come Darkness on the Edge of Town, Thunder Road e Growin' Up in versione acustica, e Atlantic City in versione elettrica. Light of Day, canzone tratta dalla colonna sonora del film La luce del giorno di Paul Schrader del 1987, composta da Springsteen ma eseguita in quell'occasione dai protagonisti Michael J. Fox e Joan Jett, non era mai apparsa in un disco del cantautore nonostante fosse stata presentata diverse volte in concerto sin dagli anni ottanta.

### Contenuti
Testi e musiche di Bruce Springsteen.
1. Red Headed Woman
2. Better Days
3. Local Hero
4. Atlantic City
5. Darkness on the Edge of Town
6. Man's Job
7. Growin' Up
8. Human Touch
9. Lucky Town
10. I Wish I Were Blind
11. Thunder Road
12. Light of Day
13. The Big Muddy
14. 57 Channels (And Nothin' On)
15. My Beautiful Reward
16. Glory Days
17. Living Proof – Brano non presente nel programma televisivo
18. If I Should Fall Behind – Brano non presente nel programma televisivo
19. Roll of the Dice – Brano non presente nel programma televisivo e incluso solo nella edizione in DVD e Laserdisc

## Il disco
L'album con la registrazione di parte del concerto fu pubblicato dalla Columbia Records nell'aprile del 1993 per il solo mercato europeo, successivamente all'uscita del video, anche allo scopo di promuovere la nuova tranche di concerti previsti per la primavera di quell'anno nel Vecchio Continente. Il disco, che contiene 13 canzoni delle 25 suonate, non ebbe un grandissimo successo, di gran lunga inferiore a quello dei precedenti di Springsteen, nonostante si trattasse di un live, tipologia di album per la quale c'era stata sempre grande attesa da parte dei fan. Allo scarso successo contribuì certamente il fatto di essere stato realizzato con la cosiddetta «Other Band» ("l'altro gruppo") e non con la E Street Band e pur tenendo conto che il tour stava comunque ottenendo risultanti tutt'altro che deludenti soprattutto nei mercati dove il cantautore godeva di maggior seguito. Il disco, ristampato per il mercato statunitense nel 1997 entrando per poco in classifica, ha venduto in totale circa un milione di copie nel mondo di cui 400.000 negli Stati Uniti ottenendo un disco d'oro nel Regno Unito.

### Tracce
Testi e musiche di Bruce Springsteen.
1. Red Headed Woman – 2:51
2. Better Days – 4:27
3. Atlantic City – 5:38
4. Darkness on the Edge of Town – 4:40
5. Man's Job – 5:43
6. Human Touch – 7:30
7. Lucky Town – 5:08
8. I Wish I Were Blind – 5:14
9. Thunder Road – 5:28
10. Light of Day – 8:17
11. If I Should Fall Behind – 4:45
12. Living Proof – 6:05
13. My Beautiful Reward – 5:58

## Formazione
- Bruce Springsteen - voce, chitarra, armonica a bocca
- Zachary Alford - batteria
- Roy Bittan - tastiera
- Shane Fontayne - chitarra
- Tommy Sims - basso
- Crystal Taliefero - chitarra, percussioni, cori
- Gia Ciambotti - cori
- Carol Dennis - cori
- Cleopatra Kennedy - cori
- Bobby King - cori
- Angel Rogers - cori
- Patti Scialfa - cori

## Il titolo
La copertina del video e poi quella del CD riportano la dicitura "Bruce Springsteen In Concert" e poi, in basso, appare il logo del programma televisivo MTV Unplugged. Trattandosi però di una esibizione sostanzialmente "elettrica", realizzata cioè con strumenti amplificati, le prime due lettere della parola "unplugged" furono barrate con una "X" rossa in modo da lasciare leggibile solo "plugged". In tal senso il disco e il video sono stati poi indicati con il titolo In Concert MTV Plugged o anche In Concert - MTV Plugged e In Concert/MTV Plugged; a volte è indicato con la variante In Concert MTV XPlugged per rendere la reale grafia della copertina.

## Edizioni
- 1992 – VHS, SMV Enterprises 49162 2
- 1993 – CD, Columbia Records 473860 2
- 2004 – DVD, Columbia Musica Video 202617 9

## Classifiche (CD)
| Classifica (1993) | Posizione massima |
| ----------------- | ----------------- |
| Austria           | 15                |
| Germania          | 19                |
| Italia            | 8                 |
| Norvegia          | 3                 |
| Paesi Bassi       | 4                 |
| Regno Unito       | 4                 |
| Spagna            | 2                 |
| Svezia            | 14                |
| Svizzera          | 8                 |
| Classifica (1997) | Posizione massima |
| Stati Uniti       | 189               |